# Segunda Categoría de Orellana 2015
El Campeonato Provincial de Segunda Categoría de Orellana 2015 fue un torneo de fútbol en Ecuador en el cual compitieron equipos de la Provincia de Orellana. El torneo fue organizado por la Asociación de Fútbol Profesional de Orellana (AFPO) y avalado por la Federación Ecuatoriana de Fútbol. El torneo empezó el 31 de mayo de 2015 y finalizó el 18 de julio de 2015. Participaron 4 clubes de fútbol y entregó 2 cupos al Zonal de Ascenso de la Segunda Categoría 2015 por el ascenso a la Serie B.

## Sistema de campeonato
El sistema determinado por la Asociación de Fútbol Profesional de Orellana fue el siguiente:
- Se jugó una etapa única con los 4 equipos establecidos, fue todos contra todos ida y vuelta (6 fechas), al final los equipos que terminaron en primer y segundo lugar clasificaron a los zonales  de Segunda Categoría 2015.
- También se jugó un play-off ida y vuelta entre los dos equipos clasificados a los zonales para determinar al campeón y vicecampeón provincial.

## Equipos participantes
| Equipos participantes                | Equipos participantes | Equipos participantes                                          |
| ------------------------------------ | --------------------- | -------------------------------------------------------------- |
|                                      |                       |                                                                |
| Equipo                               | Ciudad                | Estadio                                                        |
| Abuelos Fútbol Club                  | Orellana              | Estadio Federativo de El Coca                                  |
| Club Deportivo Coca                  | Orellana              | Estadio Federativo de El Coca                                  |
| Club Deportivo Estrellas de Orellana | Orellana              | Estadio Federativo de El Coca                                  |
| Anaconda Fútbol Club                 | La Joya de los Sachas | Estadio de la Liga Deportiva Cantonal de La Joya de los Sachas |

## Equipos por cantón
| Cantón                | N.º | Equipos                                               |
| --------------------- | --- | ----------------------------------------------------- |
| Orellana              | 3   | Abuelos F. C., Deportivo Coca y Estrellas de Orellana |
| La Joya de los Sachas | 1   | Anaconda F. C.                                        |

## Clasificación
|  |    | Equipo                | PJ | PG | PE | PP | GF | GC | DG  | PTS |
|  | -- | --------------------- | -- | -- | -- | -- | -- | -- | --- | --- |
|  | 1. | Anaconda F. C.        | 5  | 5  | 0  | 0  | 57 | 1  | +56 | 15  |
|  | 2. | Estrellas de Orellana | 5  | 3  | 1  | 1  | 23 | 8  | +15 | 10  |
|  | 3. | Abuelos F. C.         | 5  | 1  | 0  | 4  | 4  | 55 | −51 | 3   |
|  | 4. | Deportivo Coca        | 5  | 0  | 1  | 4  | 2  | 22 | −20 | 1   |

|  | Clasificados a los zonales de Segunda Categoría 2015. |

## Evolución de la clasificación
| Equipo / Jornada      | 01 | 02 | 03 | 04 | 05 | 06 |
| --------------------- | -- | -- | -- | -- | -- | -- |
| Anaconda F. C.        | 1  | 1  | 1  | 1  | 1  | 1  |
| Estrellas de Orellana | 4  | 3  | 2  | 2  | 2  | 2  |
| Abuelos F. C.         | 2  | 2  | 3  | 3  | 3  | 3  |
| Deportivo Coca        | 3  | 4  | 4  | 4  | 4  | 4  |

## Resultados
|  | Deportivo Coca | 0 - 3 | Abuelos F. C.         |  | Federativo (El Coca) | 6 de junio | 13:00 |
|  | Anaconda F. C. | 6 - 0 | Estrellas de Orellana |  | Federativo (El Coca) | 6 de junio | 15:00 |

|  | Deportivo Coca | 0 - 7 | Anaconda F. C.        |  | Federativo (El Coca) | 13 de junio | 11:00 |
|  | Abuelos F. C.  | 0 - 3 | Estrellas de Orellana |  | Federativo (El Coca) | 13 de junio | 14:00 |

|  | Estrellas de Orellana | 2 - 2  | Deportivo Coca |  | Federativo (El Coca) | 20 de junio | 11:00 |
|  | Abuelos F. C.         | 1 - 16 | Anaconda F. C. |  | Federativo (El Coca) | 20 de junio | 14:00 |

|  | Deportivo Coca | 0 - 5  | Estrellas de Orellana |  | Federativo (El Coca) | 23 de junio | 14:00 |
|  | Anaconda F. C. | 23 - 0 | Abuelos F. C.         |  | Federativo (El Coca) | 23 de junio | 16:00 |

|  | Estrellas de Orellana | 13 - 0 | Abuelos F. C.  |  | Federativo (El Coca) | 27 de junio | 12:00 |
|  | Anaconda F. C.        | 5 - 0  | Deportivo Coca |  | Federativo (El Coca) | 27 de junio | 16:00 |

|  | Estrellas de Orellana | - | Anaconda F. C. |  | No se programó | No se programó | No se programó |
|  | Abuelos F. C.         | - | Deportivo Coca |  | No se programó | No se programó | No se programó |

## Final

### Ida
| 5 de julio, 15:00 | Anaconda F. C. | 5:1 (3:1) | Estrellas de Orellana | Estadio Liga Deportiva Cantonal, La Joya de los Sachas |  |

### Vuelta
| 18 de julio, 14:00 | Estrellas de Orellana | 0:2 (0:1) | Anaconda F. C. | Estadio Federativo de El Coca, Orellana |  |

| |
| Campeón Anaconda Fútbol Club 4.° título Clasifica a los zonales de la Segunda Categoría 2015 - También clasifica Club Deportivo Estrellas de Orellana como vicecampeón. |